# سيووساغور رامجولام
سيووساغور رامجولام (بالإنجليزية: Seewoosagur Ramgoolam)‏ (18 سبتمبر 1900 - 15 ديسمبر 1985) سياسي موريشيوسي شغل عدة مناصب سياسية من ضمنها منصب رئيس منظمة الوحدة الأفريقية في الفترة من 2 يوليو 1976 حتى 2 يوليو 1977.

## روابط خارجية
- سيووساغور رامجولام على موقع مونزينجر (الألمانية)